# Androlymnia clavata
Androlymnia clavata là một loài bướm đêm trong họ Noctuidae.